# Кржище (Кршко)
Кржище (словен. Kržišče) — поселення в общині Кршко, Споднєпосавський регіон, Словенія. Висота над рівнем моря: 175 м.